# Влада Радивоја Милојковића
Влада Радивоја Милојковића била је на власти од 29. јула 1869. до 22. августа 1872. године (нв. кл.).

## Чланови владе
| Функција                                                  | Слика           | Име и презиме       | Детаљи           |
| --------------------------------------------------------- | --------------- | ------------------- | ---------------- |
| Председник министарског савета и министар унутрашњих дела |                 | Радивоје Милојковић |                  |
| Министар иностраних дела                                  |                 | Димитрије Матић     | заступник        |
| Министар правде                                           |                 | Јован Илић          | до 12/24.1.1871. |
| Министар правде                                           | Стојан Вељковић |                     |                  |
| Министар финансија                                        |                 | Панта Јовановић     |                  |
| Министар просвете и црквених дела                         |                 | Димитрије Матић     |                  |
| Министар војни                                            |                 | Јован Бели-Марковић |                  |
| Министар грађевина                                        |                 | Јован Бели-Марковић | заступник        |